# Salga
Salga é uma freguesia portuguesa do município de Nordeste, na ilha de São Miguel, Região Autónoma dos Açores, com 8,55 km² de área e 484 habitantes (censo de 2021). A sua densidade populacional é 56,6 hab./km².
A sua principal atividade é a agricultura.
A freguesia foi criada a 15 de setembro de 1980 pelo Decreto Regional nº 24/A/80, com lugares desanexados da freguesia de Achadinha.

## Demografia
A população registada nos censos foi:
| Distribuição da População por Grupos Etários | Distribuição da População por Grupos Etários | Distribuição da População por Grupos Etários | Distribuição da População por Grupos Etários | Distribuição da População por Grupos Etários |
| -------------------------------------------- | -------------------------------------------- | -------------------------------------------- | -------------------------------------------- | -------------------------------------------- |
| Ano                                          | 0-14 Anos                                    | 15-24 Anos                                   | 25-64 Anos                                   | > 65 Anos                                    |
| 2001                                         | 131                                          | 87                                           | 236                                          | 96                                           |
| 2011                                         | 93                                           | 82                                           | 240                                          | 73                                           |
| 2021                                         | 78                                           | 63                                           | 265                                          | 78                                           |

## Etimologia
A palavra salga vem do uso do sal na conservação de alimentos, utilizado desde a Roma antiga, para prevenir que os alimentos se degradassem pela ação de fungos e bactérias.

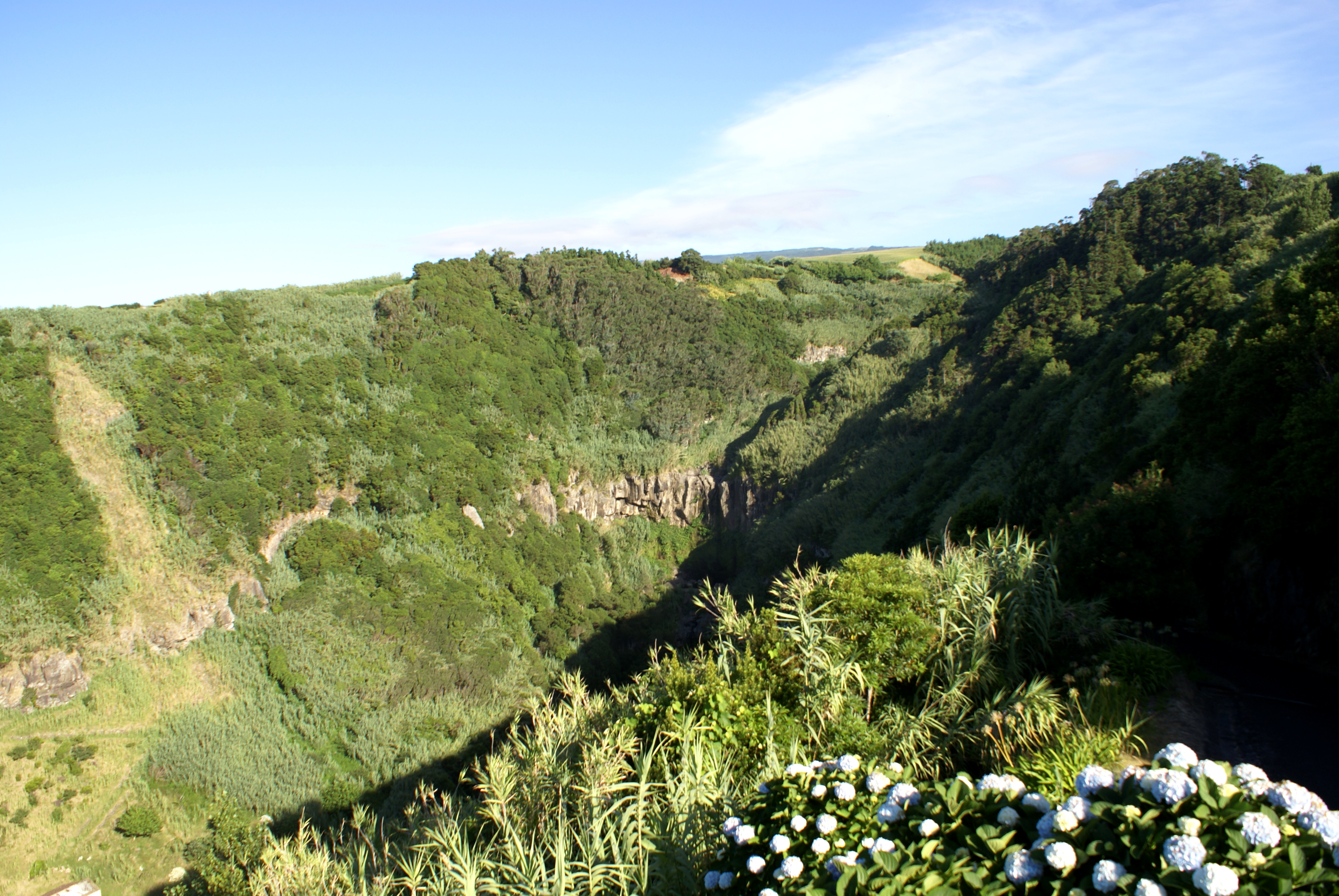
O Salto da Farinha, nas montanhas ao sul de Salga

## Freguesias próximas
- Achadinha
- Lomba de São Pedro